# Dziura nad Zawaliskiem

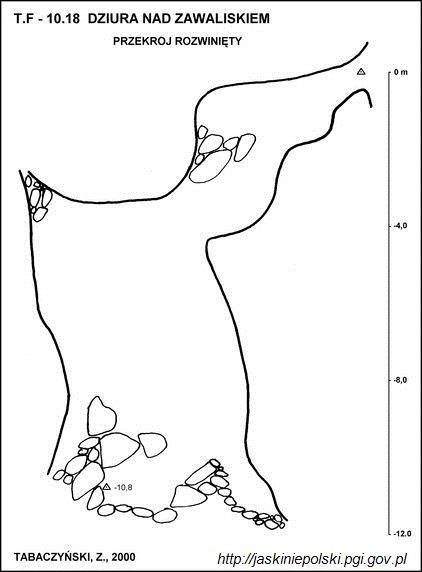
Przekrój jaskini

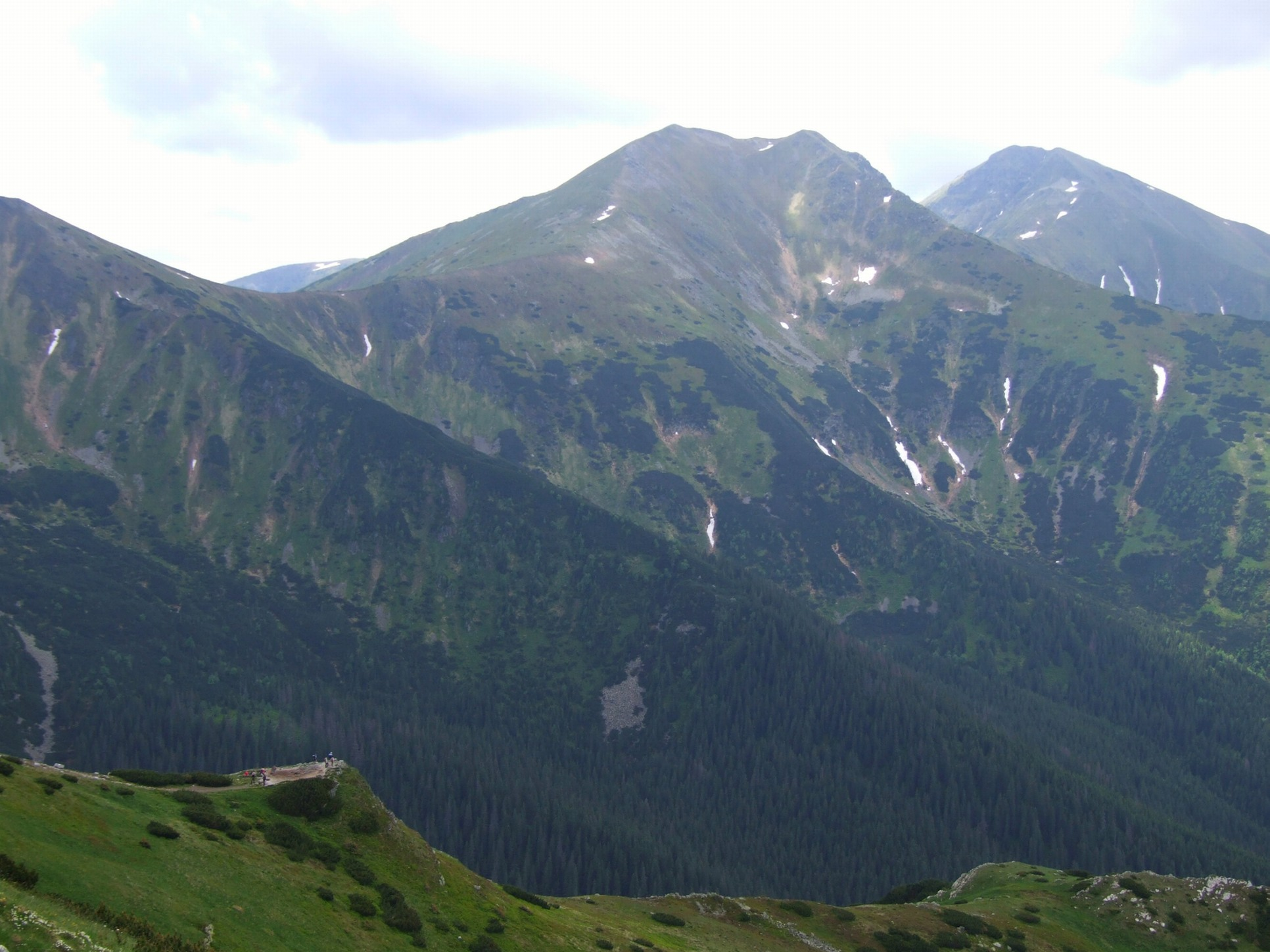
Na dole Tomanowy Grzbiet i Kazalnica. U góry Smreczyński Wierch i Kamienista

Dziura nad Zawaliskiem – jaskinia w Dolinie Kościeliskiej w Tatrach Zachodnich. Wejście do niej znajduje się nad Wąwozem Kraków, w Tomanowym Grzbiecie, ponad skałkami wznoszącymi się nad Kazalnicą, na wysokości 1810 m n.p.m. Długość jaskini wynosi 23 metry, a jej deniwelacja 11 metrów.

## Opis jaskini
Jaskinię tworzy ciasny, stromo idący w dół korytarz zaczynający się pionową szczeliną przy otworze, a kończący się po 4 metrach kolejną szczeliną (5-metrowej długości).

## Przyroda
W jaskini występuje silny przepływ powietrza, co najlepiej widać w zimie kiedy powoduje on wytopienie śniegu przy otworze.

## Historia odkryć
Jaskinia była prawdopodobnie znana od dawna, jednak brak jest o niej jakichkolwiek wzmianek w literaturze.
11 listopada 2000 roku P. Gruszka i Z. Tabaczyński wykonali pomiary jaskini.